# 河西街道 (格尔木市)
河西街道，是中华人民共和国青海省海西蒙古族藏族自治州格尔木市下辖的一个乡镇级行政单位。

## 行政区划
河西街道下辖以下地区：
望柳庄社区、建安社区、八一路社区、小岛社区、河滩社区和北郊社区。